# Tetrastichus magnus
Tetrastichus magnus är en stekelart som beskrevs av Jean Risbec 1951. Tetrastichus magnus ingår i släktet Tetrastichus och familjen finglanssteklar.
Artens utbredningsområde är Elfenbenskusten. Inga underarter finns listade i Catalogue of Life.